# Nguyễn Thanh Nguyên
Nguyễn Thanh Nguyên (sinh ngày 10/4/1957) là đại biểu Quốc hội Việt Nam khóa X. Ông thuộc đoàn đại biểu Long An.
Tóm lược tiểu sử: Ông Nguyễn Thanh Nguyên sinh ra và lớn lên tại Long An, sau khi tốt nghiệp trường Đại học Bách Khoa thành phố Hồ Chí Minh ngành xây dựng, ông trở về quê nhà Long An công tác tại Xí nghiệp thiết kế - Sở Xây dựng Long An. Ông được bổ nhiệm làm Giám đốc Sở Xây dựng tỉnh Long An từ năm 1996 và là Phó Chủ tịch UBND tỉnh Long An 3 nhiệm kỳ (2000 - 2015). Ông còn là Đại biểu Quốc hội khóa IX và X.
Quê quán: xã Mỹ An, huyện Thủ Thừa, tỉnh Long An.
Quá trình công tác:
1957 - 1975 đi học tại tỉnh Tiền Giang.
1975 - 1980 đi học tại trường Đại học Bách Khoa thành phố Hồ Chí Minh ngành xây dựng.
1980 - 1985 Công tác tại Xí nghiệp Thiết kế - Sở xây dựng Long An.
1987 - 1988 được bổ nhiệm làm Phó Giám đốc và Giám đốc (9/1987) Xí nghiệp Thiết kế - Sở xây dựng Long An.
1988 - 1996 được bổ nhiệm làm Phó Giám đốc Sở Xây dựng Long An. Từ 1992 là đại biểu Quốc hội khóa IX.
1996 - 2000 được bổ nhiệm là Giám đốc Sở Xây dựng Long An. Đại biểu Quốc hội khóa X; thành viên Ban khoa học công nghệ môi trường Quốc hội.
2000 - 2015 giữ chức vụ Phó Chủ tịch UBND tỉnh Long An cá nhiệm kỳ 2000 - 2005, 2005 - 2010, 2010 - 2015.